# Limits.h
limits.h — заголовочный файл стандартной библиотеки общего назначения языка программирования Си, который включает определения характеристик общих типов переменных. Их значения зависят от целевой аппаратной платформы и используемого компилятора языка.

## Константы-члены
Колонка «минимальное значение диапазона» содержит минимумы из возможного диапазона для константы данного типа, как это указано в стандарте. Иногда значения _MIN представляют минимумы диапазона, представимые в виде редко используемого обратного кода и знакового диапазона. Большинство реализаций будет иметь больший диапазон по крайней мере для некоторых из этих чисел, например:
- Реализации дополнительного кода имеют SCHAR_MIN равным −128 (аналогично для всех остальных значений _MIN).
- 32-битные реализации устанавливают INT_MAX равным 2 147 483 647 (а также для INT_MIN и UINT_MAX)
- Реализации с поддержкой Юникода устанавливают MB_LEN_MAX 4 или более.
- Многие ЦСП имеют CHAR_BIT равным 16 или более.

| Имя        | Описание                                                 | Типичное значение 32-битной выполняемой/компилируемой программы (с 1995 и сейчас) | Типичное значение 64-битной выполняемой/компилируемой программы (с 2008(?)) | Стандартный минимум или максимум диапазона значений по ANSI |
| ---------- | -------------------------------------------------------- | --------------------------------------------------------------------------------- | --------------------------------------------------------------------------- | ----------------------------------------------------------- |
| CHAR_BIT   | Число бит в байте                                        | 8                                                                                 | 8                                                                           | ≥ 8                                                         |
| SCHAR_MIN  | Минимальное значение для знакового char                  | −128                                                                              | −128                                                                        | ≤ −127                                                      |
| SCHAR_MAX  | Максимальное значение для знакового char                 | 127                                                                               | 127                                                                         | ≥ 127                                                       |
| UCHAR_MAX  | Максимальное значение для беззнакового char              | 255                                                                               | 255                                                                         | ≥ 255                                                       |
| CHAR_MIN   | Минимальное значение для char                            | −128                                                                              | −128                                                                        | ≤ −127 (если char представлено как знаковый char; иначе 0)  |
| CHAR_MAX   | Максимальное значение для char                           | 127                                                                               | 127                                                                         | ≥ 127 (если char представлено как знаковый char; иначе 255) |
| MB_LEN_MAX | Максимальная многобайтовая длина символа по всем локалям | различается, обычно от 4                                                          | различается, обычно от 4                                                    | ≥ 1                                                         |
| SHRT_MIN   | Минимальное значение для short int                       | −32768                                                                            | −32768                                                                      | ≤ −32767                                                    |
| SHRT_MAX   | Максимальное значение для short int                      | 32767                                                                             | 32767                                                                       | ≥ 32767                                                     |
| USHRT_MAX  | Максимальное значение для беззнакового short int         | 65535                                                                             | 65535                                                                       | ≥ 65535                                                     |
| INT_MIN    | Минимальное значение для int                             | −2147483648                                                                       | −2147483648                                                                 | ≤ −32767                                                    |
| INT_MAX    | Максимальное значение для int                            | 2147483647                                                                        | 2147483647                                                                  | ≥ 32767                                                     |
| UINT_MAX   | Максимальное значение для беззнакового int               | 4294967295                                                                        | 4294967295                                                                  | ≥ 65535                                                     |
| LONG_MIN   | Минимальное значение для long int                        | −2147483648                                                                       | −9223372036854775808                                                        | ≤ −2147483647                                               |
| LONG_MAX   | Максимальное значение для long int                       | 2147483647                                                                        | 9223372036854775807                                                         | ≥ 2147483647                                                |
| ULONG_MAX  | Максимальное значение для беззнакового long int          | 4294967295                                                                        | 18446744073709551615                                                        | ≥ 4294967295                                                |
| LLONG_MIN  | Минимальное значение для long long int                   | −9223372036854775808                                                              | −9223372036854775808                                                        | ≤ −9223372036854775807                                      |
| LLONG_MAX  | Максимальное значение для long long int                  | 9223372036854775807                                                               | 9223372036854775807                                                         | ≥ 9223372036854775807                                       |
| ULLONG_MAX | Максимальное значение для беззнакового long long int     | 18446744073709551615                                                              | 18446744073709551615                                                        | ≥ 18446744073709551615                                      |

## Пример 1
```
#include
 
<stdio.h>

#include
 
<limits.h>

 

int
 
main
 
(
void
)
 

{

  
if
 
(
CHAR_MAX
==
UCHAR_MAX
)
 
{

    
printf
(
"This machine uses unsigned char by default
\n
"
);

  
}
 
else
 
{

    
printf
(
"This machine uses signed char by default
\n
"
);

  
}

  
return
 
0
;

}

```

## Пример 2
```
#include
 
<limits.h>

#include
 
<locale.h>

#include
 
<stdio.h>

int
 
main
(
void
)

{

	
setlocale
(
LC_ALL
,
 
"RUS"
);

	
printf
(
"Максимальное значение типа int в этой системе составляет %d
\n
"
,
 
INT_MAX
);

    
return
 
0
;

}

```

## Дополнительные источники
- Enquire: Программа для автоматической генерации limits.h, также проверяющая корректность значений в уже существующем limits.h